# Letenské sady
Letenské sady jsou rozsáhlý pražský park na levém břehu Vltavy a druhý největší park na území městské části Praha 7. Park na severní straně ohraničuje Letenská pláň a Kostelní ulice, na jižní straně svah k nábřeží Edvarda Beneše, na východě ulice Františka Křížka a na západě bývalá hradební zeď bašty svatého Tomáše a Badeniho ulice. Park má výměru asi 25 hektarů a leží v nadmořské výšce 192–230 metrů. Díky své vyvýšené poloze umožňuje výhled na řadu pražských památek a významných míst, mimo jiné Pražský hrad, Staré Město a Petřín. Je oblíbeným místem pro procházky a projížďky na kolečkových bruslích a skateboardu. Sousedí s Letenskou plání.

## Historie
Základ dnešní podobě sadů položil počátkem 19. století baron Jakub Wimmer, který většinu zdejších pozemků vlastnil. Během 40. let téhož století se pražský místodržící Karel Chotek zasadil o výkup pozemků za účelem vybudování veřejného parku. V této době byla zahájena rekonstrukce Letné a v průběhu výstavby Letenského zámečku došlo v 60. letech k výsadbě několika tisíc stromů. Realizace parku probíhala v letech 1858–1864. V roce 1871 byl park na počest návštěvy nástupce rakouského trůnu pojmenován Sady korunního prince Rudolfa. Nejzásadnější úpravy v rámci realizace nového konceptu zdejších sadů byly provedeny koncem 80. let 19. století pod vedením Františka Josefa Thomayera.
Při příležitosti Jubilejní výstavy v roce 1891 byla ve svahu zřízena lanová dráha, která propojovala Křížíkovou tramvaj na výstaviště. Po skončení výstavy bylo do sadu přeneseno několik staveb. Z nich se dochoval pouze Hanavský pavilon. Poslední větší úpravy byly provedené mezi lety 1891–1911.
V roce 1955 byl na Letné vztyčen obrovský Stalinův pomník, který byl odstraněn v roce 1962. Nyní je na místě pomníku, na původním rozsáhlém mramorovém podstavci, kyvadlo – metronom. Od něj vede rozsáhlé schodiště dolů na břeh Vltavy, které končí u Čechova mostu.
Na místě dnešního obratiště tramvají Špejchar byly postaveny dřevěné domy, které ještě v sedmdesátých letech sloužily jako studentské koleje.
Během sametové revoluce byla přilehlá Letenská pláň místem významných demonstrací proti komunistickému režimu. Ve dnech 25. a 26. listopadu 1989 zde demonstrovalo přes 750 000 lidí. Tyto protesty následovala generální stávka 27. listopadu 1989.
V roce 1997 byla zpracována studie revitalizace Letenských sadů. Z návrhu byl prozatím realizován vstup do parku z Gogolovy ulice.
V letech 2021–2022 vzniká v západní části Letné nová vodní plocha o velikosti asi 0,7 ha. Je umístěna v prostoru mezi bastionem sv. Tomáše a bývalým Stalinovým pomníkem a napájena má být z Vltavy potrubím vedeným renesanční Rudolfovou štolou.

## Popis
Podélná kompozice parku obsahuje dvě promenádní trasy. Jedna vede při koruně svahu a druhá je historická trasa směrem od letenského zámečku k Písecké bráně. Z trasy na okraji stráně je spousta atraktivních vyhlídek na Staré Město a okolí. 
Východní část parku, založená Františkem Thomayerem obsahuje aleje z platanů javorolistých, na konci se solitérami lísek tureckých a lip malolistých. Na terénním zlomu je novorenesanční budova restaurace. Za restaurací směrem k letenské domovní zástavbě je umístěn kolotoč z konce 19. století. Pravidelný útvar bývalého Stalinova pomníku je rozdělen na několik segmentů se stromy bez keřového patra. Podesta pomníku je lemována výsadbou jehličnanů a na vrcholu je umístěn metronom.  Na východní straně sadu je umístěn také výstavní pavilon Expo 58.
Západnímu okraji parku vévodí Hanavský pavilon, odkud je další vyhlídka pražské centrum. Dále je zde mohutná zeď Kramářovy vily. Vchod do Gogolovy ulice je skrz nově postavenou cihelnou bránu.

## Stavby, pomníky a atrakce
- Letenský zámeček, jednopatrová novorenesanční budova a kulturní památka.
- Hanavský pavilon, novobarokní stavba z roku 1891, vytvořená pro Jubilejní zemskou výstavu v Praze v roce 1891.
- Letenský kolotoč, kulturní památka a nejstarší dochovaný kolotoč v Evropě.[5]
- Rozsáhlý mramorový podstavec, původně sloužící jako podstavec pro Stalinův pomník.
- Bruselský pavilon (restaurace Praha) je stavba vytvořená pro Světovou výstavu (Expo 58) v Bruselu v roce 1958. Tato stavba sloužila jako restaurace, po letech chátrání v průběhu 90. let nyní patří soukromému investorovi.
- Jezírko na Letné napouštěné v roce 2022 čerpadly vodou z Vltavy

## Galerie

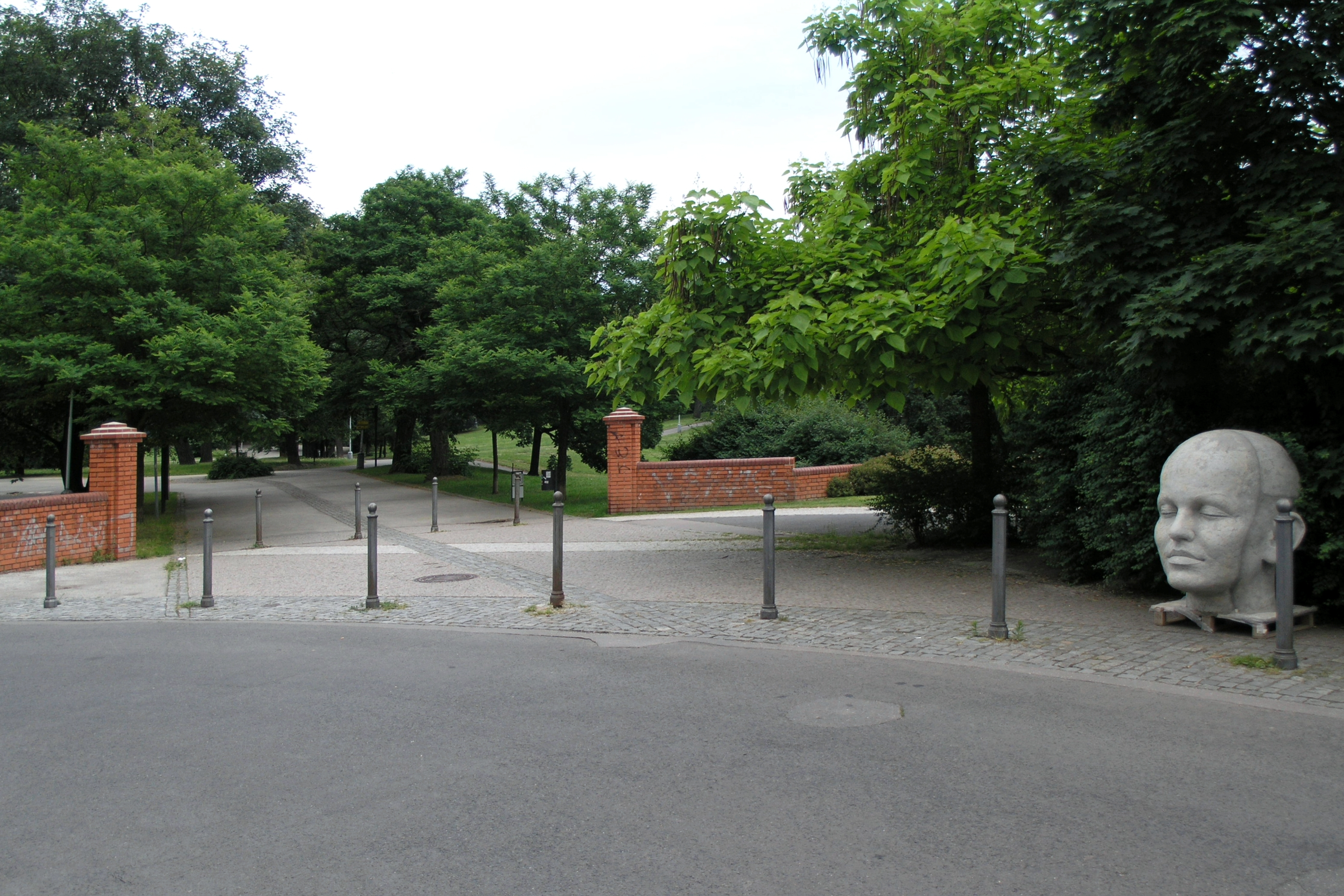
Gogolova ulice
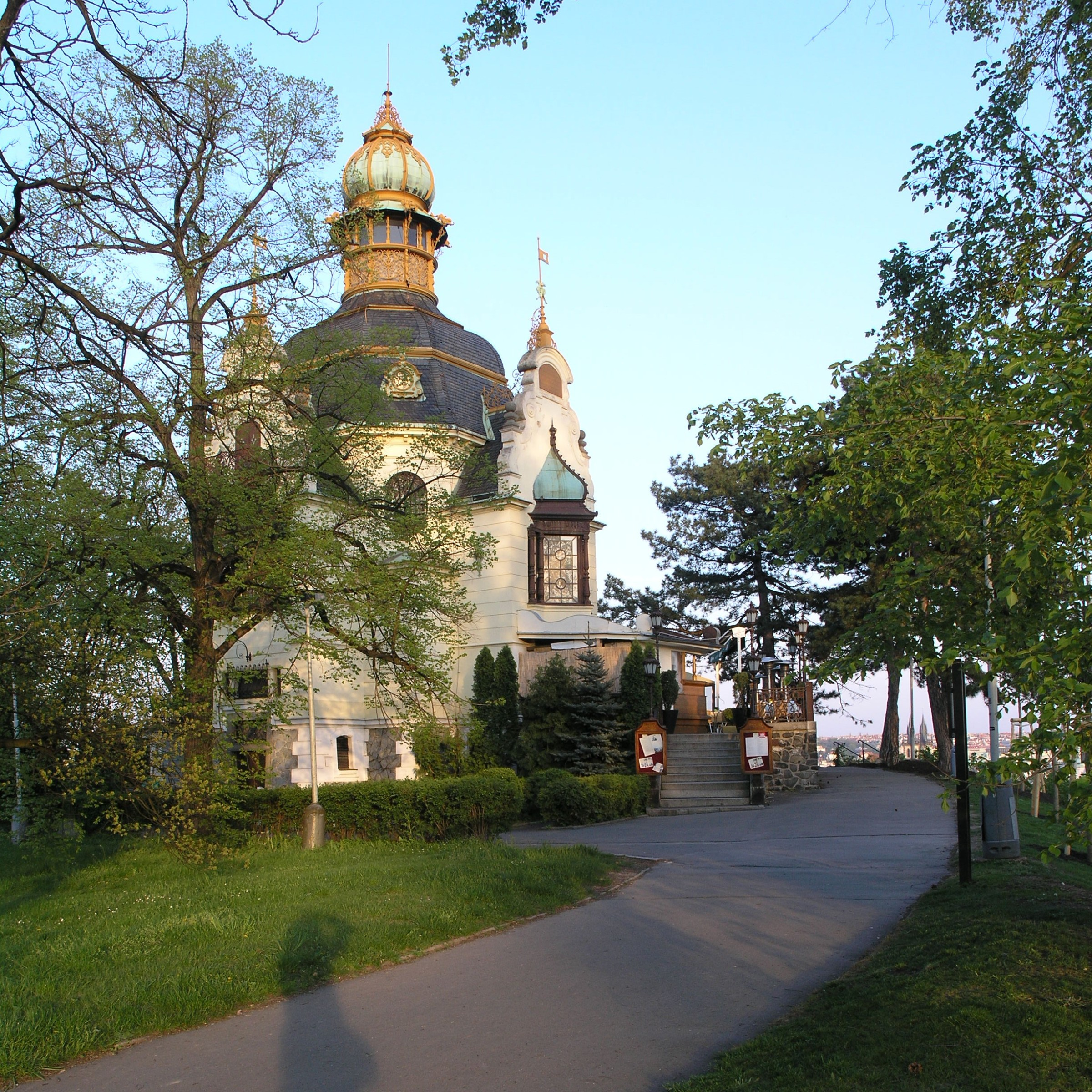
Hanavský pavilon
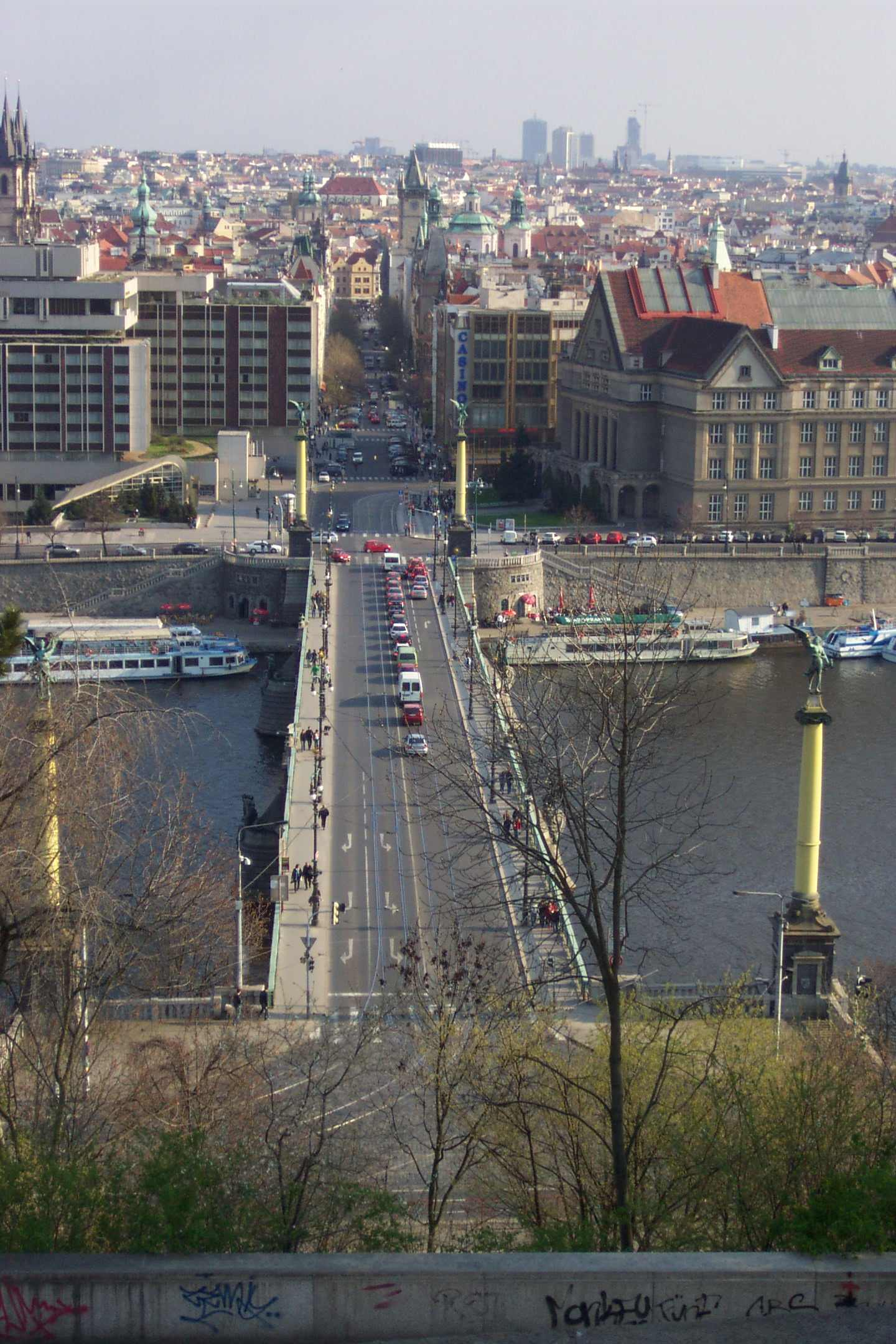
Výhled na Prahu
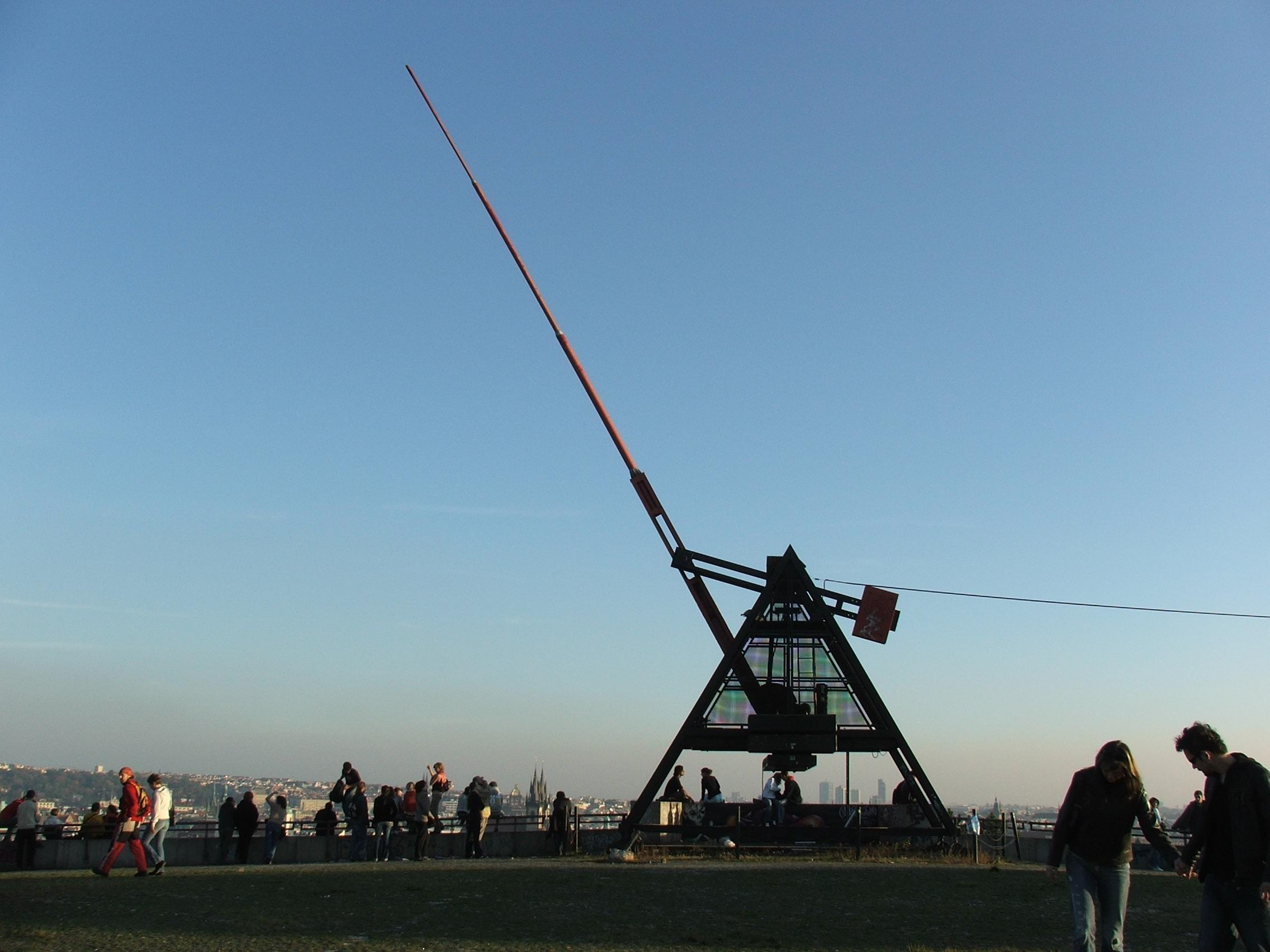
Metronom
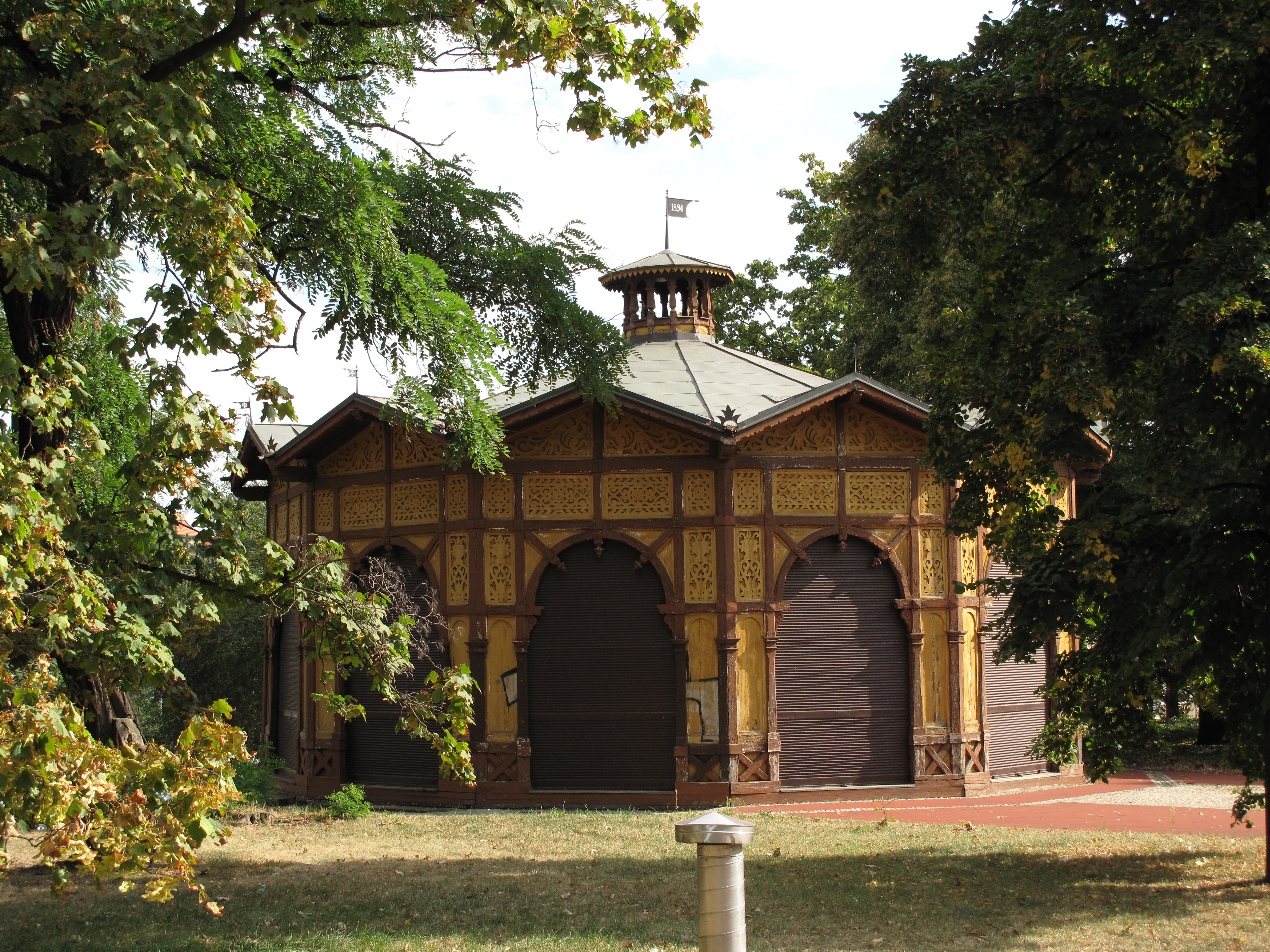
Letenský kolotoč
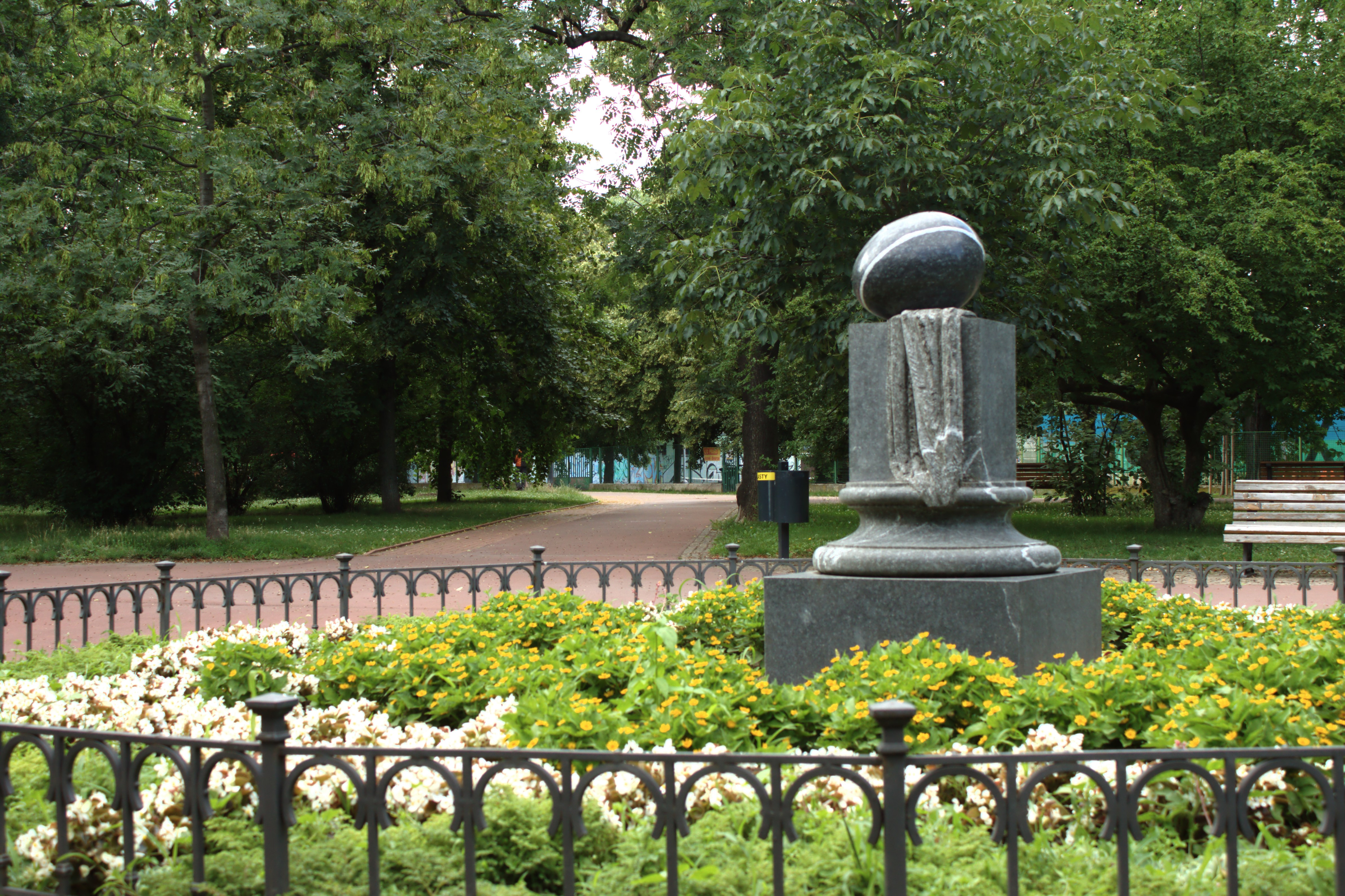
Socha oblázku
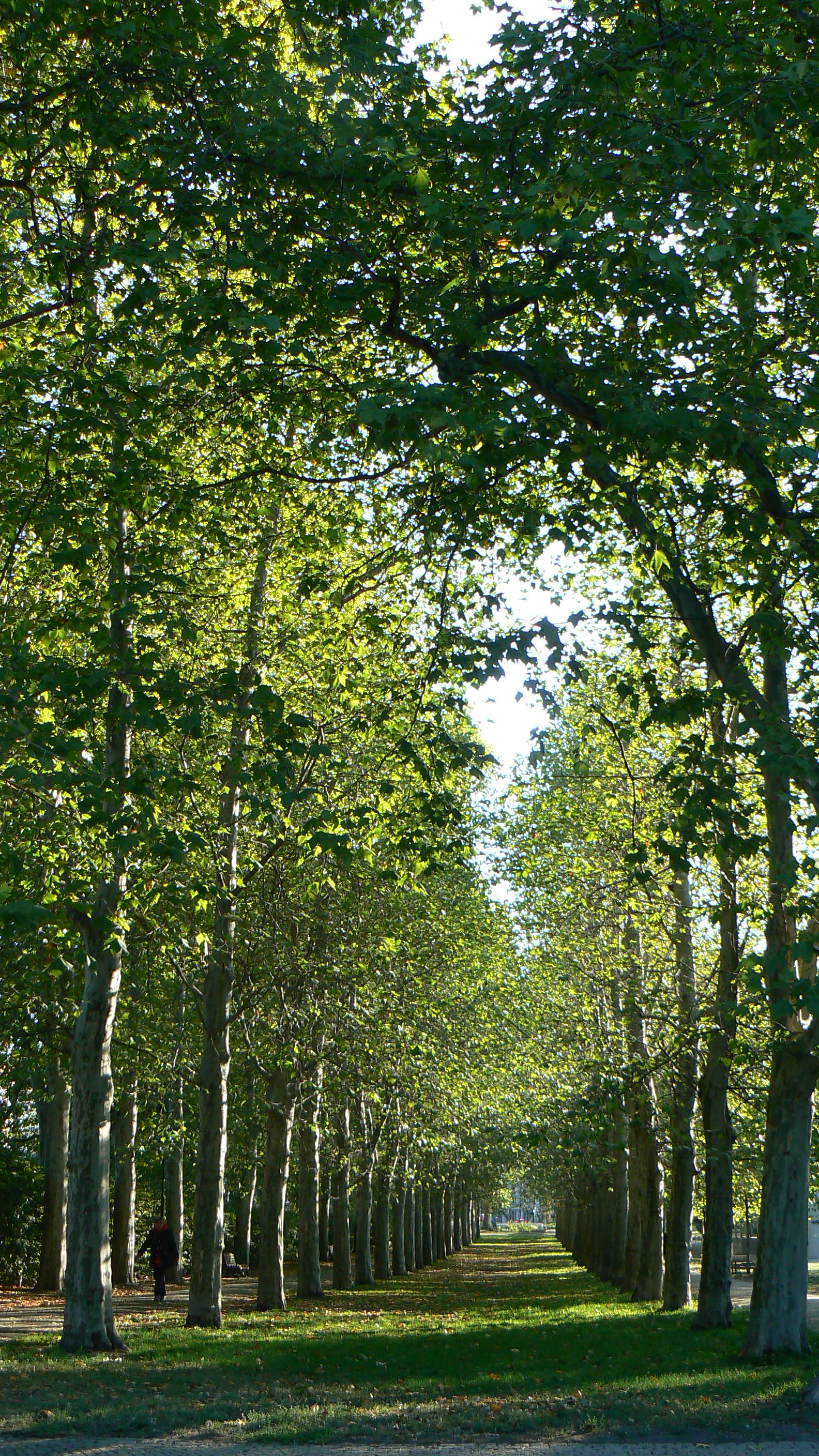
Platanová alej v Letenských sadech
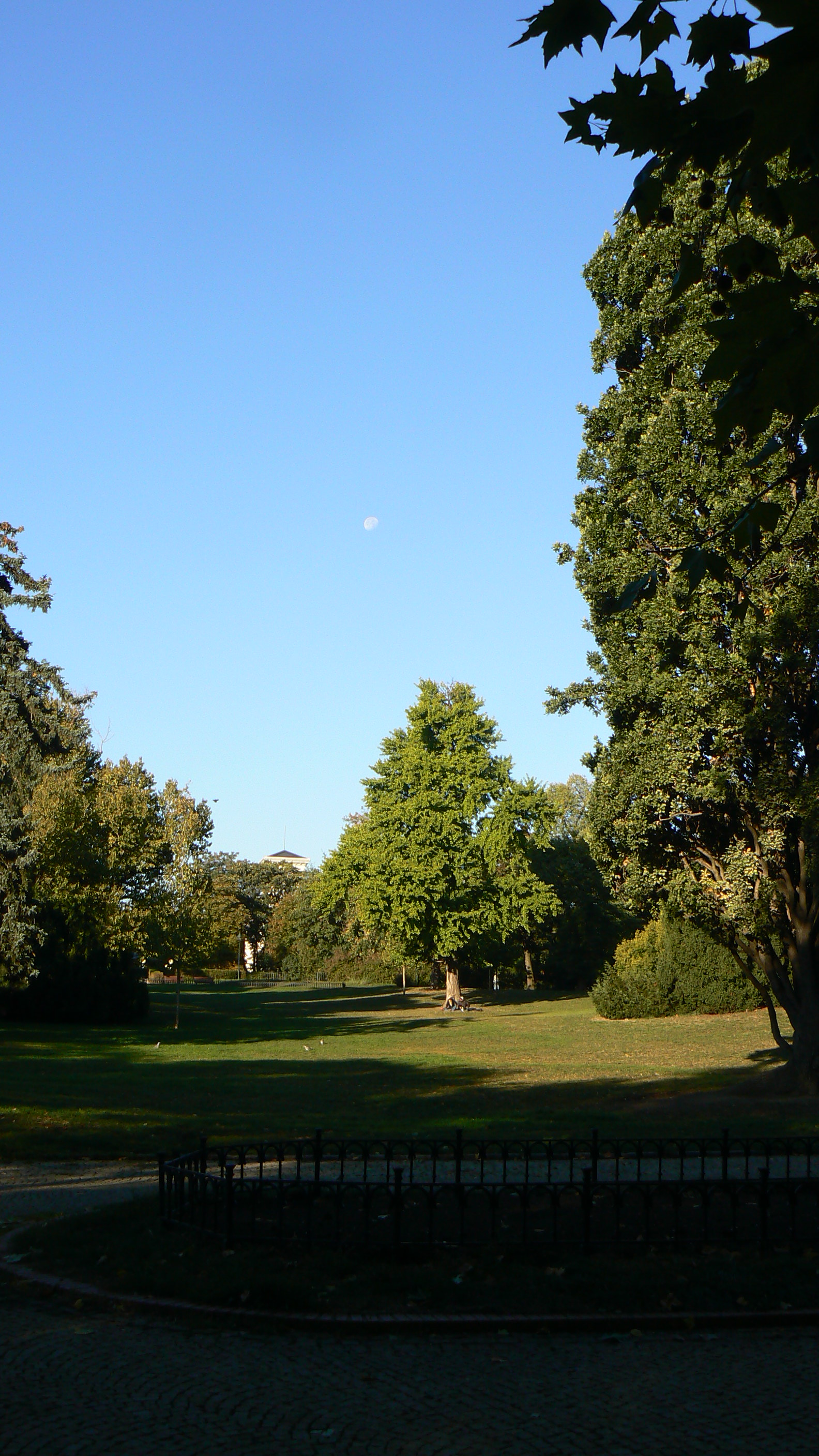
Louka pod letenským zámečkem v Letenských sadech